# Station Brunswick
Brunswick is een spoorwegstation van National Rail in Dingle, Liverpool in Engeland. Het station is eigendom van Network Rail en wordt beheerd door Merseyrail. 